# Liste der portugiesischen Botschafter in Uruguay
Die Liste der portugiesischen Botschafter in Uruguay listet die Botschafter der Republik Portugal in Uruguay auf. Die Länder unterhalten seit 1843 diplomatische Beziehungen, die auf die portugiesische Anwesenheit ab dem frühen 16. Jahrhundert zurückgehen. Erstmals akkreditierte sich ein portugiesischer Vertreter 1843 in Uruguays Hauptstadt Montevideo. Zeitweise war kein eigener Vertreter Portugals in der Vertretung in Uruguay anwesend, das Land gehörte dann zum Amtsbezirk des Portugiesischen Botschafters in Argentinien, insbesondere zwischen 1930 und 1981.

## Missionschefs
| Name                                                                             | Bild    | Amtszeit                             | Anmerkungen                                                                                           |
| Uruguay                                                                          | Uruguay | Uruguay                              | Uruguay                                                                                               |
| -------------------------------------------------------------------------------- | ------- | ------------------------------------ | --- |
| Leonardo de Sousa Leite e Azevedo (Baron von Sousa)                              |         | 14. Februar 1846 –7. September 1871  | Generalkonsul und Geschäftsträger, seit 27. September 1843 Leiter der neueröffneten Legation          |
| Augusto de Faria                                                                 |         | 1872(?) –August 1872                 | Geschäftsträger, bis 21. Dezember 1876 in der Vertretung tätig                                        |
| Luis A. Ribeiro                                                                  |         | August 1872 –10. Januar 1878         | Geschäftsträger (nur zeitweise in Montevideo anwesend)                                                |
| Álvaro Paes de Faria                                                             |         | 11. Januar 1878 –Oktober 1880        | Geschäftsträger in Montevideo und Buenos Aires alternierend                                           |
| Luis A. Ribeiro                                                                  |         | Oktober 1880 –8. Oktober 1883        | Übergangs-Geschäftsträger                                                                             |
| José de Sousa Lobo                                                               |         | 9. Oktober 1883 –20. März 1892       | Ministro Plenipotenciário mit Amtssitz Buenos Aires                                                   |
| Abel Acácio de Almeida Botelho                                                   |         | 1912 –24. April 1917                 | Ministro Plenipotenciário mit Amtssitz Buenos Aires, am 9. Mai 1912 in Montevideo akkreditiert        |
| Francisco Roberto da Silva Ferrão de Carvalho Mártens –(Graf von Mártens Ferrão) |         | 24. November 1917 –8. September 1918 | Ministro Plenipotenciário                                                                             |
| Alberto de Oliveira                                                              |         | ab 1920                              | Ministro Plenipotenciário mit Amtssitz Buenos Aires, am 14. April 1920 in Montevideo akkreditiert     |
| Eugénio Carlos Martinez Tavares                                                  |         | 1. November 1922 –30. April 1925     | Übergangs-Geschäftsträger, am 25. November 1922 in Montevideo akkreditiert                            |
| Eugénio Carlos Martinez Tavares                                                  |         | 1926 –20. Dezember 1928              | Ministro Plenipotenciário                                                                             |
| José Jorge Rodrigues dos Santos                                                  |         | 14. Januar 1929 –9. Juni 1930        | Ministro Plenipotenciário                                                                             |
| Amadeu Ferreira de Almeida Carvalho                                              |         | 18. September 1930 –21. August 1931  | Ministro Plenipotenciário mit Amtssitz Buenos Aires, am 21. September 1930 in Montevideo akkreditiert |
| Fernando Quartin de Oliveira Bastos                                              |         | ab 1935                              | Ministro Plenipotenciário mit Amtssitz Buenos Aires, 1935 in Montevideo akkreditiert                  |
| Jorge César Rosa de Oliveira                                                     |         | ab 1941                              | Ministro Plenipotenciário mit Amtssitz Buenos Aires, am 15. September 1941 in Montevideo akkreditiert |
| Manuel de Antas e Oliveira                                                       |         | ab 30. Dezember 1956                 | Ministro Plenipotenciário mit Amtssitz Buenos Aires                                                   |
| Alfredo Lencastre da Veiga                                                       |         | 1977 –5. Dezember 1980               | Botschafter mit Amtssitz Buenos Aires, am 11. Juni 1977 in Montevideo akkreditiert                    |
| Helder Mendonça e Cunha                                                          |         | ab 12. April 1981                    | Botschafter mit Amtssitz Buenos Aires, am 12. April 1981 in Montevideo akkreditiert                   |
| Frederico José de Sousa Teixeira de Sampaio                                      |         | 29. Mai 1982 –28. Februar 1983       | Botschafter, am 16. Juni 1982 akkreditiert                                                            |
| Afonso Henriques da Fonseca de Azevedo Malheiro                                  |         | 19. März 1984 –1989(?)               | Botschafter, am 4. April 1984 akkreditiert                                                            |
| Manuel Barreiros Martins                                                         |         | 1989 –26. Juli 1994                  | Botschafter, am 13. April 1989 akkreditiert                                                           |
| António Augusto Gonçalves Lopes da Fonseca                                       |         | ab 1994                              | Botschafter, am 22. September 1994                                                                    |
| José Henrique Barbosa Ferreira                                                   |         | ab 1998                              | Botschafter, am 26. Februar 1998 akkreditiert                                                         |
| José Duarte Sequeira e Serpa                                                     |         | 1999 –10. September 2002             | Botschafter, am 22. Oktober 1999 akkreditiert                                                         |
| Domingos Tomás Vila Garrido Serra                                                |         | 29. Januar 2003 –5. Februar 2007     | Botschafter                                                                                           |
| Luísa Margarida de Carvalho Bastos de Almeida                                    |         | 27. Februar 2007 –7. Mai 2010        | Botschafterin                                                                                         |
| Luís João de Sousa Lorvão                                                        |         | 4. Oktober 2010 –13. März 2012       | Botschafter                                                                                           |
| António José Alves de Carvalho                                                   |         | 1. April 2013 –23. Oktober 2015      | Geschäftsträger, am 2. April 2013 akkreditiert                                                        |
| Maria de Fátima de Pina Perestrello                                              |         | 2015 –17. Juni 2016                  | Botschafterin                                                                                         |
| António José Chrystêllo Tavares                                                  |         | 10. Juli 2016 –20. September 2016    | Übergangs-Geschäftsträger                                                                             |
| Nuno de Melo Belo                                                                |         | seit 20. September 2016              | Botschafter, am 28. Juni 2017 akkreditiert                                                            |